# Vicente de Sousa Queirós
Vicente de Sousa Queirós, primeiro e único barão de Limeira, (São Paulo, 6 de março de 1813 — Baependi, 6 de setembro de 1872) foi um proprietário rural, nobre e político brasileiro. Era filho do brigadeiro Luís António de Sousa Queirós. Foi casado com sua prima, filha do conselheiro e senador Francisco de Paula Sousa e Melo, com quem teve Paulo de Sousa Queirós. Atuou como vereador da Câmara Municipal de São Paulo.